# Julija Chitra
Julija Piatrouna Chitra (biał. Юлія Пятроўна Хітрая, ros. Юлия Петровна Хитрая; ur. 11 listopada 1989 w Baranowiczach) – białoruska pływaczka, specjalizująca się głównie w stylu dowolnym.
Brązowa medalistka mistrzostw Europy na krótkim basenie z Chartres (2012) w sztafecie 4 × 50 m stylem dowolnym.
Uczestniczka igrzysk olimpijskich z Londynu (2012) w sztafecie 4 × 100 m stylem dowolnym (13. miejsce).